# Cmentarz żydowski w Jadowie
Cmentarz żydowski w Jadowie – został założony w XIX wieku i zajmuje obszar czworoboku o wymiarach 50 na 150 metrów, na którym zachowało się około stu nagrobków lub ich fragmentów. W centralnej części nekropolii znajduje się grób około sześciuset Żydów zabitych podczas likwidacji miejscowego getta.